# پوپاسنویه
پوپاسنویه (به لاتین: Popasnoye) یک منطقهٔ مسکونی در روسیه است که در سرزمین آلتای واقع شده‌است.